# جو ایجندر
جو ایجندر (انگلیسی: Joe Egender؛ زادهٔ ۱۹۷۶/۱۹۷۷) بازیگر، تهیه‌کننده و فیلم‌نامه‌نویس اهل ایالات متحده آمریکا بود.
از فیلم‌ها یا برنامه‌های تلویزیونی که وی در آن نقش داشته‌است، می‌توان به آن شب، به من دروغ بگو، دختران گیلمور، ذهن‌های جنایتکار، داستان ترسناک آمریکایی: تیمارستان، آلکاتراز، جاناتان و هاوایی فایو-زیرو اشاره کرد.